# IC 4086
IC 4086 ist eine Spiralgalaxie vom Hubble-Typ Scd: im Sternbild Jagdhunde am Nordsternhimmel.
Entdeckt wurde das Objekt am 21. März 1903 von Max Wolf.